# Omicronema nana
Omicronema nana is een rondwormensoort uit de familie van de Xyalidae.